# Mauro Tassotti
Mauro Tassotti (født 19. januar 1960 i Rom, Italien) er en italiensk tidligere fodboldspiller (forsvarer). 
Tassotti startede sin karriere hos Lazio i fødebyen Rom, inden han i 1980 skiftede til Milan. Her tilbragte han efterfølgende resten af sin karriere, hele 17 sæsoner, og vandt en lang række titler med klubben. Det blev blandt andet til hele fem italienske mesterskaber og tre Champions League-titler. Tassotti var i Milan en del af en legendarisk forsvarskæde, der blandt andet også inkluderede Paolo Maldini, Franco Baresi og Alessandro Costacurta. Han er medlem af Milans Hall of fame.
For det italienske landshold spillede Tassotti syv kampe. Han debuterede for holdet i en VM-kvalifikationskamp mod Schweiz 14. oktober 1992. Han var med i truppen til VM 1994 i USA, og spillede to af italienernes kampe i turneringen, hvor holdet nåede helt frem til finalen, der dog blev tabt til Brasilien.

## Titler
Serie A
- 1988, 1992, 1993, 1994 og 1996 med Milan

Supercoppa Italiana
- 1988, 1992, 1993 og 1994 med Milan

Mesterholdenes Europa Cup/Champions League
- 1989, 1990 og 1994 med Milan

UEFA Super Cup
- 1989, 1990 og 1994 med Milan

Intercontinental Cup
- 1989 og 1990 med Milan